# Cefas de Icônio
Cefas de Icônio foi um dos Setenta Apóstolos de Jesus, e também foi bispo de Icônio.  
Supõe-se que ele é aquele que é mencionado pelo apóstolo Paulo em (Coríntios 1 15:5).
Cefas também é citado entre as "colunas" juntamente com Tiago e João em (Gálatas 2:9). 